# Jonathan Scarfe
Jonathan Scarfe (Toronto, 16 dicembre 1975) è un attore canadese.

## Biografia
Nato in Toronto, Ontario dagli attori Alan Scarfe e Sara Botsford, all'età di 15 anni lascia la scuola per la recitazione.

## Filmografia

### Cinema
- Boogie Boy, regia di Craig Hamann (1997)
- Scegli il male minore (The Lesser Evil), regia di David Mackay (1998)
- Liberty Stands Still, regia di Kari Skogland (2002)
- Slap Shot 2: Breaking the Ice, regia di Steve Boyum (2002)
- The Bay of Love and Sorrows, regia di Tim Southam (2002)
- The Work and the Glory, regia di Russell Holt (2004)
- The Work and the Glory II: American Zion, regia di Russell Holt (2005)
- The Work and the Glory III: A House Divided, regia di Russell Holt (2006)
- The Poet, regia di Damian Lee (2007)
- Radio Free Albemuth, regia di John Alan Simon (2010)
- The Equalizer 2 - Senza perdono (The Equalizer), regia di Antoine Fuqua (2018)

### Televisione
- Robocop - serie TV, episodi 1x01-1x02 (1994)
- Highlander - serie TV, episodio 3x06 (1994)
- Madison - serie TV, 26 episodi (1994-1995)
- La signora in giallo (Murder, She Wrote) - serie TV, episodio 11x21 (1995)
- NYPD - New York Police Department (NYPD Blue) - serie TV, episodio 4x07 (1996)
- Oltre i limiti (The Outer Limits) - serie TV, episodi 2x08-6x17 (1996-2000)
- Fra le braccia dell'assassino (Daughters), regia di Bill L. Norton – film TV (1997)
- Poltergeist: The Legacy - serie TV, episodio 2x08 (1997)
- E.R. - Medici in prima linea (ER) - serie TV, 8 episodi (1997-2001)
- White Lies - film TV (1998)
- Un detective in corsia (Diagnosis: Murder) - serie TV, episodio 7x04 (1999)
- The Division - serie TV, episodio 2x19 (2002)
- Philly - serie TV, episodio 1x17 (2002)
- Peacemakers - Un detective nel West (Peacemakers) - serie TV, episodio 1x09 (2003)
- The L Word - serie TV, episodi 1x08-1x10 (2004)
- CSI: Miami - serie TV, episodio 3x05 (2004)
- Grey's Anatomy – serie TV, episodio 1x05 (2005)
- Into the West - serie TV, episodi 1x04-1x05 (2005)
- Una donna alla Casa Bianca (Commander in Chief) - serie TV, episodio 1x13 (2006)
- Nora Roberts - Carolina Moon (Carolina Moon), regia di Stephen Tolkin – film TV (2007)
- Crossing Jordan - serie TV, episodio 6x07 (2007)
- Cold Case - Delitti irrisolti (Cold Case) - serie TV, episodio 5x07 (2007)
- Smallville - serie TV, episodio 7x15 (2008)
- Avvocati a New York (Raising the Bar) - serie TV, 25 episodi (2008-2009)
- Flashpoint - serie TV, episodio 3x08 (2010)
- The Glades - serie TV, episodio 1x11 (2010)
- Law & Order: LA - serie TV, episodio 1x12 (2011)
- Desperate Housewives - serie TV, episodio 7x22 (2011)
- The Closer - serie TV, episodio 7x07 (2011)
- Private Practice - serie TV, episodio 5x15 (2012)
- Grimm - serie TV, episodio 2x05 (2012)
- Preception - serie TV, 6 episodi (2012)
- Hell on Wheels - serie TV, 5 episodi (2014)
- Detective McLean (Ties That Bind) - serie TV, 10 episodi (2015)
- The Magicians - serie TV, episodio 1x10 (2016)
- Bosch - serie TV, episodio 3x10 (2016)
- Van Helsing - serie TV, 49 episodi (2016-2021)
- Doubt - L'arte del dubbio (Doubt) - serie TV, episodio 1x10 (2017)
- The 100 - serie TV, 4 episodi (2020)
- FBI: Most Wanted - serie TV, episodio 1x06 (2020)

## Doppiatori italiani
Nelle versioni in italiano dei suoi lavori, Jonathan Scarfe è stato doppiato da:
- Francesco Bulckaen in La signora in giallo, Avvocati a New York, The Closer, Private Practice
- Christian Iansante in Preception, The Equalizer 2 - Senza perdono
- Fabrizio Vidale in Robocop, Flashpoint
- Giorgio Borghetti in Grey's Anatomy, Desperate Housewives
- Davide Lepore in E.R. - Medici in prima linea
- Oreste Baldini in CSI: Miami
- Patrizio Prata in Slap Shot 2: Breaking the Ice
- Luca Ward in Cold Case - Delitti irrisolti
- Alessandro Quarta in The Glades
- Alessio Cigliano in Detective McLean
- Paolo Corridore in Bosch
- Lorenzo Scattorin in Van Helsing